# Maurice de Gandillac
Maurice Patronnier de Gandillac, född 14 februari 1906 i Koléa, Algeriet, död 20 april 2006 i Neuilly-sur-Seine, Frankrike, var en fransk filosof. Han var professor vid Sorbonne från 1946 till 1977 och bland hans elever fanns Michel Foucault, Jacques Derrida, Jean-François Lyotard, Louis Althusser och Gilles Deleuze. 
Gandillac disputerade på en avhandling om Nicolaus Cusanus; hans handledare var Étienne Gilson. Gandillac var den förste som översatte Walter Benjamins verk till franska.